# Міщанський (район)
Міщанський район (рос. Мещанский район) — район у північній частині Центрального адміністративного округу Москви. Району відповідає внутрішньоміське муніципальне утворення «Міщанське». Названий за 1-ю Міщанською вулицею (з 1957 р. — проспект Миру).

## Пам'ятки

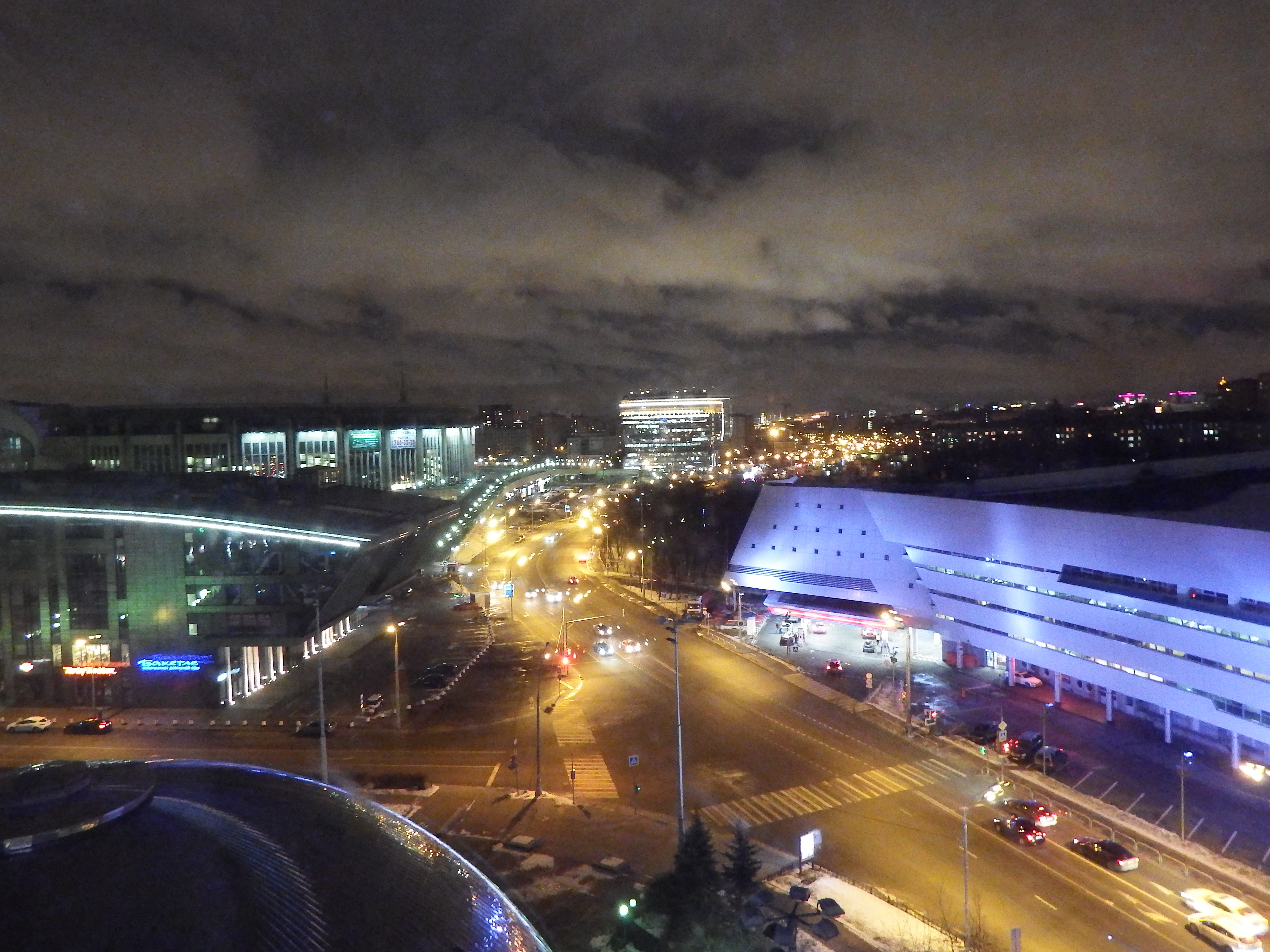
Міщанський район, Олімпійський проспект вночі. Зліва видно Олімпійський басейн і спорткомплекс «Олімпійський»

### Театри
- Центральний академічний театр Російської армії (Театр Радянської Армії)

### Музеї
- Центральний музей Збройних Сил
- Будинок-музей Васнєцова В. М.
- Будинок-музей Щепкіна М. С.
- Вірменський музей Москви і культури націй

### Монастирі
- Стрітенський монастир
- Богородице-Різдвяний монастир

### Парки, сквери
- Катерининський парк
- Сквер біля Ризького вокзалу
- Фестивальний парк

### Сади
- Ботанічний сад МГУ «Аптекарський город»

### Спортивні комплекси
- Спортивний комплекс «Олімпійський»

### Пам'ятники
- Перший супутник
- Олександр Суворов (пам'ятник)